# Septimio Antíoco
Septimio Antíoco (fallecido tras 273) fue un usurpador Romano en Siria durante el Crisis del siglo III.
En 272 dC el emperador Aureliano había derrotado al secesionista Reino de Palmira; el rey Vabalato y su madre Zenobia eran prisioneros de Roma. No obstante, en 273 estalló otra rebelión contra el gobierno romano en Palmira. Los rebeldes primero se acercaron al gobernador de Aureliano, Marceliano, para tratar de convertirlo en emperador, pero él fingió considerar la oferta mientras enviaba una carta a Aureliano advirtiendole de los hechos. Mientras los rebeldes esperaban, decidieron elevar a la púrpura a Septimio Antíoco, hijo de Zenobia. Al recibir la carta de Marceliano, el Emperador reaccionó rápidamente y, en la primavera de 273, la ciudad volvió a estar bajo dominio romano. Aureliano castigó duramente a la ciudad, aunque presuntamente evitó hacer lo propio con Antíoco.